# Matty Matthews
William "Matty" Matthews (Nova Iorque, 13 de julho de 1873 - 6 de dezembro de 1948) foi um pugilista americano, campeão mundial dos meios-médios, por duas vezes, entre os anos de 1900 e 1901.

## Biografia
Matty Matthews começou a lutar boxe em 1894, e aos poucos foi conquistando seu espaço até que em 1898, já com trinta lutas no cartel, ganhou uma chance de lutar pelo título mundial dos meios-médios, subindo ao ringue contra o campeão Mysterious Billy Smith.
A luta entre Smith e Matthews durou 25 assaltos, após os quais foi declarada a vitória nos pontos de Smith, que assim manteve seu título. Apesar da derrota, Matthews manteve-se em evidência nos anos seguintes.
Entre 1898 e 1900, Matthews obteve vitórias contra Philadelphia Tom Ryan, Eddie Connolly, Bobby Dobbs e Kid McPartland, todos eles adversários de algum renome à época.
Assim sendo, em 1900, Matthews conseguiu uma nova chance de desafiar o campeão Mysterious Billy Simth, em luta válida pelo título mundial dos meios-médios. Sabendo que esta poderia ser sua última chance de brigar pelo título, Matthews deu tudo de si na luta e, com um nocaute no 19º assalto, tirou de Smith seu cinturão.
Uma vez campeão mudial dos meios-médios, Matthews falhou em sua primeira defesa de título, quando menos de dois meses após seu triunfo contra Smith, teve seu título tomado por Eddie Connolly, um lutador de quem ele já havia vencido duas vezes anteriormente.
Porém, o título dos meios-médios logo tornou a trocar de mãos, quando Connolly, imitando a Matthews, apenas dois meses depois de sua glória, acabou sendo derrotado por Rube Ferns. O novo campeão Rube Ferns, então, pôs seu cinturão em disputa contra Matthews por duas vezes seguidas.
Ambas as lutas entre Ferns e Matthews aconteceram em 1900, intercaladas por apenas um mês de descanso. No primeiro encontro, a vitória ficou com Ferns. Porém, na segunda luta, Matthews foi o vencedor, de modo que assim sendo ele havia conseguido recuperar seu antigo posto de campeão.
Terminado o conturbado ano de 1900, no qual houve a troca do título de campeão dos meios-médios por nada menos do que quatro vezes, o campeão Matthews iniciou o ano de 1901 com uma bem sucedida defesa de título contra Tom Couhig. Contudo, em sua luta seguinte, Matthews foi nocauteado por Rube Ferns, que assim lhe retomou o título dos meios-médios. 
Posteriormente, Matthews tornou a lutar contra Ferns, em 1902, obtendo uma nova vitória. Essa luta, porém, não valeu pelo título mundial, uma vez que Ferns já o havia perdido para Joe Walcott. Porém, no intuito de tornar esta sua nova vitória ante a Ferns grandiosa, Matthews resolveu declarar-se como o campeão branco dos meios-médios, haja vista que Walcott era um lutador negro.
Mas Ferns não se fez de rogado e, em 1903, nocauteou Matthews no penúltimo assalto daquela que foi a quinta luta entre os dois. Naturalmente, Ferns reivindicou para si o título de campeão branco dos meios-médios, que Matthews dizia-se ser o detentor.
Após essa derrota para Ferns, Matthews lutou por mais três anos, antes de se reencontrar, uma última vez, contra seu maior nêmesis na carreira. Ocorrida em 1906, a derradeira luta entre Matthews e Ferns terminou com a vitória de Ferns, em um nocaute no 9º assalto. Matthews parou de lutar depois dessa luta.
Porém, dois anos mais tarde, em 1908, Matthews fez uma luta contra Patsy Sweeney. Com apenas seis rounds disputados, a luta não teve um vencedor oficial, apesar de alguns jornais terem creditado como vitória de Matthews. Essa foi a última luta de Matty Matthews.